# Herbert Feser
Herbert Sebastian Adolf Feser (* 12. November 1939 in Wernfeld; † 8. Oktober 2020 in Köln) war ein deutscher Psychologe und Hochschullehrer. Er veröffentlichte über 150 wissenschaftliche Schriften und war Mitherausgeber einer psychologischen Fachzeitschrift.

## Leben und Wirken

### Kindheit und Jugend
Herbert Feser wurde am 12. November 1939 in Wernfeld als zweites Kind der Elisabeth Feser, geb. Huter und Gregor Vinzenz Feser geboren. Er wurde römisch-katholisch getauft, seine Taufpaten waren der Großvater Sebastian Huter und sein Cousin Adolf Feser. Als Kind diente Herbert Feser als Ministrant und als Jugendlicher war er Pfadfinder. Er besuchte die Volksschule in Wernfeld und später die Realschule in Gemünden.

### Ausbildung
Feser absolvierte eine Ausbildung zum Bankkaufmann an der Bayerischen Vereinsbank in Bad Kissingen.

### Wehrdienst
Seinen Wehrdienst absolvierte Herbert Feser in Murnau als Gebirgsjäger. Anschließend schlug er die Offizierslaufbahn ein im Rahmen derer er u. a. Fallschirmspringer in Altenstadt/Obb war. Er verpflichtete sich als Zeitsoldat und erwarb am Hessen-Kolleg die Allgemeine Hochschulreife.

### Ehe, Kinder und Privatleben
Im Rahmen seiner Abiturfahrt nach Berlin im Jahr 1962 lernte er Gudrun Helga Hein, geboren 1944, kennen und lieben. Sie heirateten 1964 in der Klosterkirche der Franziskaner-Minoriten in Schönau bei Gemünden am Main. 1965 kam sein erstes Kind, Uta Elfriede, zur Welt. Die Familie lebte in Wernfeld im Hause von Vater Gregor. Herberts Schwester Elfriede betreute Uta, während Herbert studierte und Gudrun in Würzburg als Chemotechnikerin arbeitete. Sein Sohn Frank Lothar Feser kam 1969 in Osnabrück zur Welt, sein drittes Kind, Ulrike Marion, wurde 1970 in Bonn geboren. Die Familie lebte einige Zeit in Rondorf, Rodenkirchen, später in Köln-Neubrück und erwarb 1984 eine denkmalgeschützte Doppelhaushälfte in Köln-Rath. Seine Ehefrau Gudrun starb 1990, Herbert Feser erholte sich nur schwer von diesem Schicksalsschlag. In der Folge wurden zwischen 1996 und 2001 seine fünf Enkelkinder Julian, Clara, Maximilian, Jason und Lilian geboren. Am 8. Oktober 2020 verstarb Herbert Feser nach schwerer Krankheit im Eigenheim in der Wodanstraße in Köln-Rath.

### Studium, Lehre, Forschung und Karriere
Er studierte Philosophie, Psychiatrie und Psychologie in Würzburg und an der TU Braunschweig. Nach dem Diplom trat Feser seine Promotionsstelle als Wehrpsychologe in Osnabrück an. Im Jahre 1972 wurde Herbert Feser an der Julius-Maximilians-Universität Würzburg mit der Dissertation Erfassung von Militarismus - Pazifismus bei Jugendlichen bei Ludwig J. Pongratz zum Dr. phil. promoviert. 1974 wechselte er als Referent für Drogen und Sucht an die Bundeszentrale für gesundheitliche Aufklärung nach Bonn.
Ab 1976 lehrte er an der Katholischen Fachhochschule Aachen als Professor für angewandte Psychologie. Er hatte Lehraufträge an den Universitäten Würzburg und Bournemouth und forschte insbesondere in der empirischen Sozialforschung. Später war er Prorektor an der katholischen Fachhochschule Köln.
Von Herbert Feser stammen zirka 150 wissenschaftliche Veröffentlichungen, darunter über 20 Fach- und Sachbücher. Feser war 1975 Mitbegründer und von 1978 bis 2009 Mitherausgeber der Prävention - Zeitschrift für Gesundheitsförderung. Er war langjähriges Mitglied und stellvertretender Vorsitzender der Deutschen Hauptstelle für Suchtfragen in Verbindung mit dem Wissenschaftlichen Beirat der Fachzeitschrift Sucht. Er war außerdem Mitglied des Landesfachbeirates für Gesundheit in Nordrhein-Westfalen sowie Interview- und Gesprächspartner in zahlreichen TV- und Radiosendungen.
1990 gründete Herbert Feser mit Abert Brühl das Sozialpsychologische Institut Köln. Feser war als Dozent zur Ausbildung Psychologischer Psychotherapeuten und Kinder- und Jugendpsychotherapeuten tätig. 2009 hielt Herbert Feser seine Lectio Ultima an der Kath. Fachhochschule Köln und zog sich danach zunehmend ins Privatleben zurück.

## Schriften (Auswahl)

### Monografien (Auswahl)
- Erfassung von Militarismus - Pazifismus bei Jugendlichen. Würzburg, Universität, Philos. Fak., Diss., 1972.
- Psychologie für Sozialpädagogen. München 1981, ISBN 3-497-00968-7.
- Umgang mit suchtgefährdeten Mitarbeitern, insbesondere mit Alkoholabhängigen. Mit zahlreichen Tabellen, Beispielen und Übersichten. Heidelberg 1997, ISBN 3-7938-7164-9.
- Führen und helfen in Krisen: Mit Checklisten. 1. Auflage. Sauer, Heidelberg 2001, ISBN 978-3-7938-7260-3.
- Der menschliche Lebenszyklus: Entwicklung des Selbstkonzeptes und des Sozialverhaltens über elf Lebensabschnitte. Schwabenheim a.d. Selz 2003, ISBN 978-3-927916-41-8.
- Psychologische Kurztherapieverfahren für die Behandlung von Soldaten im Einsatzgebiet nach akuter Stressexposition. Bonn 1996, Bundesministerium der Verteidigung.[9]
- Methoden im Truppenalltag zur Prävention von akuten Angst- und Anpassungsstörungen, posttraumatischen Belastungsstörungen sowie Suizid. Bonn 1998, Bundesministerium der Verteidigung.[10]

### Mehrautorenschaft (Auswahl)
- mit Heinz Renn: Probleme des Alkoholmissbrauchs junger Soldaten im Vergleich zu gleichaltrigen Zivilpersonen. 1. Auflage. Bundesministerium d. Verteidigung, [Bonn] 1983.
- mit Michael Kunze und Norbert Bartsch: Medikamente – Konsum und Missbrauch. 2., überarb. Auflage. Süddt. Verl.-Ges., Ulm 1984, ISBN 978-3-88294-058-9.
- mit Michael Kunze und Norbert Bartsch: Zucker – Konsum und Missbrauch. 2., verb. Auflage. Süddt. Verl.-Ges., Ulm 1985, ISBN 978-3-88294-059-6.
- mit Helmut Kunze und Willy Rehm: Zigaretten-Rauchen: Dokumentation. 21., neu überarb. Auflage. Süddt. Verl.-Ges., Ulm 1992, ISBN 978-3-920921-91-4.

### Herausgeberschaft (Auswahl)
- Drogenerziehung: Handbuch für pädagogische und soziale Berufe. 2., überarb. und erw. Auflage. Vaas, Langenau-Albeck 1981, ISBN 978-3-88360-027-7.
- Gesundheitserziehung: Allgemeinhygiene – Psychohygiene – Sozialhygiene. 1. Auflage. Verl. Modernes Lernen, Dortmund 1983, ISBN 978-3-8080-0066-3.
- Drogenprävention – eine Standortbestimmung. 1. Auflage. Blaukreuz-Verl., Hamm 1983, ISBN 978-3-920106-76-2.
- Alkohol-Konsum, Alkohol-Missbrauch: Dokumentation. 11. überarb. Auflage. Süddt. Verl.-Ges., Ulm 1987, ISBN 978-3-88294-018-3.
- Gesundheitliche Prävention durch Sozialarbeiter und Sozialpädagogen. 1. Auflage. Verl. Modernes Lernen, Dortmund 1990, ISBN 978-1-85492-013-3.

### Beiträge in Fachzeitschriften (Auswahl)
- Weiterbildung gesundheitliche Prävention für pädagogische, psychosoziale und helfende Berufe. In: Prävention 14 (1991) 4, S. 136–138.[11]